# Rheotanytarsus abbreviatus
Rheotanytarsus abbreviatus är en tvåvingeart som beskrevs av Jean-Jacques Kieffer 1925. Rheotanytarsus abbreviatus ingår i släktet Rheotanytarsus och familjen fjädermyggor. Inga underarter finns listade i Catalogue of Life.